# دارما وغريغ (مسلسل)
دارما وغريغ مسلسل تلفزيوني أمريكي يعتمد على كوميديا الموقف عرض على قناة هيئة الإذاعة الأمريكية من 24 سبتمبر 1997 حتى 30 أبريل 2002 حيث تم تصوير 5 أجزاء منه بواقع 119 حلقة .

## القصة
خلال أقل من 24 ساعة من لقائهما ببعض يقرر المحامي توماس غيبسون ابن المحامي الكبير إدوارد مونتغوميري وسيدة المجتمع الراقي كيتي مونتغوميري الزواج من معلمة دروس اليوغا دارما فينكلستين ابنة الهيبيان غير المتزوجان لاري فينكلستين وأبي أونيل . وتشهد أحداث المسلسل ابراز السلبيات والإيجابيات المتواجدة في الطبقة الغنية والفقيرة في الولايات المتحدة الأمريكية .

## الشخصيات
| الممثل(ة)      | الشخصية           | عدد الحلقات |
| جينا إلفمان    | دارما فينكلستين   | 119         |
| توماس غيبسون   | غريغ مونتغوميري   | 119         |
| ميمي كينيدي    | أبي أونيل         | 119         |
| ميتش ريان      | إدوارد مونتغوميري | 119         |
| سوزان سوليفان  | كيتي مونتغوميري   | 119         |
| جويل موراي     | بيت كافاناغ       | 118         |
| ألان راتشينز   | لاري فينكلستين    | 118         |
| شا دلين        | جين كافاناغ       | 94          |
| ليليان هورست   | سيليا             | 19          |
| هيلين غرينبيرغ | مارسي             | 18          |
| -------------- | ----------------- | ----------- |

## جوائز المسلسل
| السنة | المهرجان                                | الجائزة                                    | الحاصل عليها |
| 1998  | مهرجان خيارات قراء مجلة الناس الأمريكية | أفضل مسلسل تلفزيوني كوميدي جديد            | المسلسل      |
| 1998  | مهرجان ب.م.إ. للأفلام والتلفزيون        | أفضل موسيقى مسلسل                          | المسلسل      |
| 1999  | مهرجان دليل التلفزيون                   | أفضل ممثلة كوميدية                         | جينا إلفمان  |
| 1999  | مهرجان الكرة الذهبية                    | أفضل ممثلة في مسلسل تلفزيوني كوميدي/موسيقى | جينا إلفمان  |
| 1999  | مهرجان ب.م.إ. للأفلام والتلفزيون        | أفضل موسيقى مسلسل                          | المسلسل      |
| 2000  | مهرجان دليل التلفزيون                   | أفضل ممثلة كوميدية                         | جينا إلفمان  |
| 2000  | مهرجان ب.م.إ. للأفلام والتلفزيون        | أفضل موسيقى مسلسل                          | المسلسل      |
| 2002  | مهرجان جينيسيس                          | أفضل مسلسل تلفزيوني كوميدي                 | المسلسل      |
| ----- | --------------------------------------- | ------------------------------------------ | ------------ |

## روابط خارجية
- دارما وغريغ على موقع IMDb (الإنجليزية)
- دارما وغريغ على موقع ميتاكريتيك (الإنجليزية)
- دارما وغريغ على موقع روتن توميتوز (الإنجليزية)
- دارما وغريغ على موقع فيلمافينيتي (الإسبانية)
- دارما وغريغ على موقع كينوبويسك (الروسية)
- دارما وغريغ على موقع ألو سيني (الفرنسية)
- دارما وغريغ على موقع قاعدة بيانات الفيلم (الإنجليزية)